# Aloe ankaranensis
Aloe ankaranensis är en grästrädsväxtart som beskrevs av Werner Rauh och Mangelsdorff. Aloe ankaranensis ingår i släktet Aloe och familjen grästrädsväxter. Inga underarter finns listade i Catalogue of Life.